# Замок Мамер

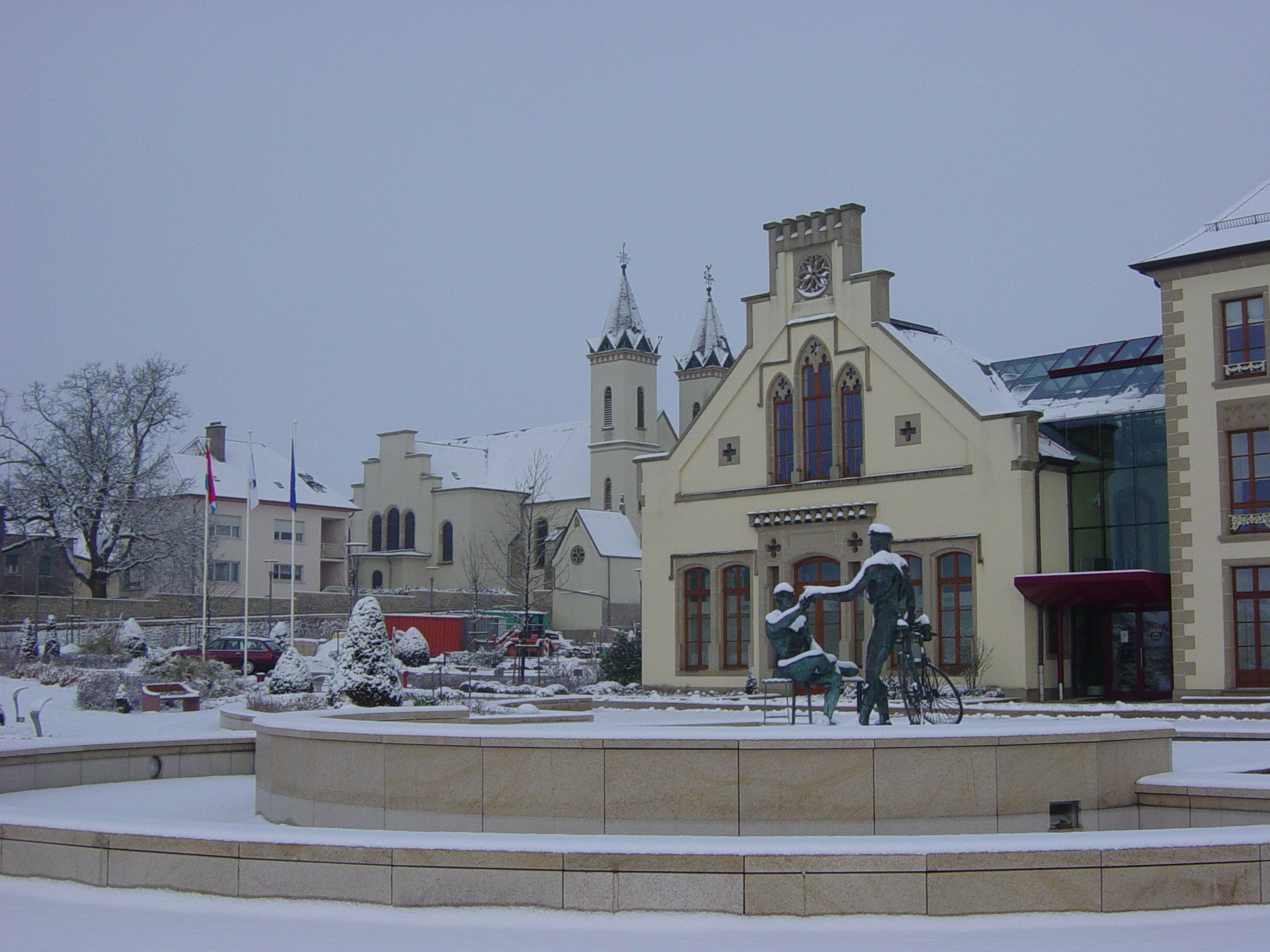
Замок Мамер, що править за ратушу для коммуни Мамер, був нещодавно відреставрований та упорядкований.

За́мок Маме́р (люксемб. Mamer Schlass, фр. Château de Mamer, нім. Mamer Schloss) — ратуша комуни Мамер на південному заході Люксембургу. У ньому знаходитися Рада Комуни Мамер, керівні структури й адміністрація комуни.

## Короткий опис
Складається з чотирьох будівель, що стоять серед нещодавно впорядкованого ландшафту. Біля головного входу стоїть скульптура Ніколаса Франца, дворазового переможця Тур де Франс, і єдиного олімпійського чемпіона Люксембургу Жозі Бартелья, що також народився в Мамері.

## Історія
Замок в Мамері був споруджений у X столітті. Напередодні французьких революційних воєн він перебував у стані руїни, був захоплений і проданий французькими військами Тьєррі де Бастонь в 1798 році. У 1830 році шеф поліції Фредерік Франсуа побудував на цьому місці новий замок, оточений двометровим муром. Потім, у 1934 році, замок разом з 1,72 гектарами орних земель перейшов у власність до Жака Фішера і Жюлі Кремер.
У 1995 році замок Мамер було придбано адміністрацією комуни, яка 4 червня 1997 року проголосувала за його реставрацію.[1] Реставраційні роботи проводилися з вересня 1999 по лютий 2002 року. Адміністрація комуни переїхала до нього 1 березня 2002 року.[1] У замку Мамер проводилося жеребкування чемпіонату Європи з футболу 2006 серед юнаків до 17 років, який проходив у Люксембурзі.